# FX (бренд)
FX — бренд телеканалов, принадлежащий компании Disney Entertainment, дочерней компании подразделения международных операций The Walt Disney Company.

## Текущие каналы

### Греция
FX (ранее Fox) — греческий канал, запущенный 31 декабря 2009 года.
1 октября 2012 года был заменён на Fox. 15 марта 2023 года снова стал FX. В этот же день, Fox Life был переименован в FX Life.

### Канада
1 ноября 2011 года, Rogers Sports & Media совместно с FX Networks, запустили FX в Канаде.

### Латинская Америка
FX в Латинской Америке был запущен 1 мая 2005 года.

### Польша
7 ноября 2023 года, польские версии Fox и Fox Comedy были переименованы в FX и FX Comedy.

### СНГ и страны Прибалтики
FX (ранее Fox Crime и Fox) — русскоязычный канал, запущенный 5 марта 2008 года. Канал был закрыт 1 октября 2022 года в России  и Беларуси, и заменëн на Кинеко.  При этом канал продолжил вещание в других странах. 24 января 2024 года канал переименован в FX.

### Турция
FX был запущен в Турции 14 апреля 2008 года на платформе D-Smart. Он также доступен на платформах Teledünya и Tivibu.

## Другие каналы

### Греция
- FX Life

### Канада
- FXX

### Польша
- FX Comedy

### СНГ и страны Прибалтики
- FX Life